# サーアイヴァー
サーアイヴァー（Sir Ivor、1965年 - 1995年）とは、アメリカ合衆国で生まれアイルランドで調教を受けた競走馬である。馬名は馬主レイモンド・ゲストの祖父Sir Ivor Bestの名にちなむ。2000ギニー、ダービーステークス、チャンピオンステークス、ワシントンDCインターナショナルなどに優勝し、種牡馬としても成功した。そのサイアーラインや子孫は現在、オセアニアを中心に大きく繁栄している。
主戦騎手であったレスター・ピゴットは、自ら騎乗したなかでもっとも印象に残っている馬として、このサーアイヴァーの名前を挙げている。ピゴットは「他の馬と違って、彼と私は特別な関係にあった。とても賢い馬で、レースの経験を重ねる毎に、どんどんプロフェッショナルらしく育っていった」と引退後に語っている。
全弟ロードリージが種牡馬として日本に輸入されており、バンブトンコートなどを出した。

## 競走成績
- 1967年（4戦3勝）
  - ナショナルステークス、グランクリテリウム
- 1968年（9戦5勝）
  - 2000ギニー、ダービーステークス、チャンピオンステークス、ワシントンDCインターナショナル、2000ギニートライアル、2着 - 凱旋門賞、アイリッシュダービー、3着 - エクリプスステークス

## 主な産駒
カタカタ馬名前の*印は本邦輸入を示す。
- Ivanjica (USA,1972,鹿毛) - 1975仏牝馬二冠、凱旋門賞
- Sir Tristram （豪大種牡馬）
- Godetia (USA,1976,栗毛) - 1979 英牝馬二冠、愛オークス
- Optimistic Gal（米二冠牝馬）
- Lady Capulet (USA,1974,芦毛)	- 1977 愛1000ギニー
- *アイバーズイメージ (USA,1983,鹿毛) - 1986  伊オークス
- St. Hilarion (USA,1982,鹿毛) - 1985 伊国 ジョッキークラブ大賞
- Fascinating Girl (USA,1972,芦毛) - 	1976 サンタマルガリータハンデキャップ
- Miss Toshiba (USA,1972,栗毛) - 1976 ヴァニティハンデキャップ
- Bates Motel (USA,1979,鹿毛) - 1983 モンマスハンデキャップ
- Equanimity (USA,1975,鹿毛) - 1978 米ファンタジーステークス
- Cloonlara (USA,1974,鹿毛) - 1976 愛国 フィーニクスステークス
- Sir Wimborne (USA,1973,鹿毛) - 1975 愛ナショナルステークス
- Sweet Alliance (USA,1974,鹿毛) - 1977 ケンタッキーオークス
- Land Girl (USA,1972,黒鹿毛) - 	1975 ガゼルハンデキャップ
- Sir Bordeaux (USA,1988,栗毛) - 1990 ブリーダーズフュチュリティ
- Petalia (USA,1985,鹿毛) - 1990 米ダリアハンデキャップ
- Something True (USA,1984,栗毛) - 1988 仏エヴリ大賞
- *ギイールグツド (USA,1978,栗毛) - 1980 英シャンペンステークス
- Calandra (USA,1977,黒鹿毛) - 	1980 愛プリティポリーステークス …ほか

### 母の父として
- Danzig Connection (USA,1983,鹿毛,父Danzig,母Gdynia) - 1986 ベルモントステークス
- Shareef Dancer (USA,1980,鹿毛,父Northern Dancer,母Sweet Alliance) - 1983 愛ダービー
- Vettori (IRE,1992,鹿毛,父Machiavellian,母Air Distingue) - 1995 プール・デッセ・デ・プーラン
- Margarula (IRE,1999,鹿毛,父Doyoun,母Mild Intrigue) - 2002 愛オークス
- *ジョリーズヘイロー (USA,1987,黒鹿毛,父Halo,母Jolie Jolie) - 1991ドンハンデキャップ
- Green Desert (USA,1983,鹿毛,父Danzig,	母Foreign Courier) - 1986 ジュライカップ
- Chief Contender (IRE,1993,鹿毛,父Sadler's Wells,母Minnie Hauk) - 1997 カドラン賞
- *ザール (GB,1995,黒鹿毛,父Zafonic,母Monroe) - 1997 デューハーストステークス
- Be My Chief(USA,1987,鹿毛,父Chief's Crown,母Lady Be Mine) - 1989レーシングポストトロフィー
- Virginia Rapids (USA,1990,栗毛,父Riverman,母Virginiana) - 1994 カーターハンデキャップ
- Miserden (USA,1986,鹿毛,父Private Account,母Miss Ivor) - 1988 クリテリウムドサンクルー
- Star de Lady Ann (USA,1993,黒鹿毛,父Star de Naskra,母Lady Vixen) - 1996 エイコーンステークス
- Aviance (IRE,1982栗毛,父Northfields,母Minnie Hauk) - 1984 フィーニクスステークス
- El Prado (IRE,1989,芦毛,父Sadler's Wells,母Lady Capulet) - 1991 愛ナショナルステークス
- *グッバイヘイロー (USA,1985,栗毛,父Halo,母Pound Foolish) - 1988 マザーグースステークス
- Ivyanna (IRE,1989,鹿毛,父Reference Point,母Ivy) - 1992 伊オークス
- Squeak (GB,1994,栗毛,父Selkirk,母Santa Linda) - 1998 メイトリアークステークス
- Gold and Ivory (USA,1981,鹿毛,父Key to the Mint,母Ivory Wand)-1984 独国 オイロパ賞
- Auntie Mame (USA,1994,鹿毛,父Theatrical,母Lady Vixen)-1998 フラワーボールハンデキャップ
- Bluebird (USA,1984,鹿毛,父Storm Bird,母Ivory Dawn)-1987 キングズスタンドステークス
- *アドマイヤマンボ（USA,1996,黒鹿毛,父Kingmambo,母Fortunate Facts） - 1998 全日本2歳優駿

## 血統表
| サーアイヴァーの血統     | サーアイヴァーの血統                 | サーアイヴァーの血統                 | （血統表の出典）                     | （血統表の出典） |
| 父系                     | サーゲイロード系                     | サーゲイロード系                     | サーゲイロード系                     | [ § 2 ]          |
| 父 Sir Gaylord 1959 鹿毛 | 父の父Turn-to 1951 鹿毛              | Royal Charger                        | Nearco                               | Nearco           |
| 父 Sir Gaylord 1959 鹿毛 | 父の父Turn-to 1951 鹿毛              | Royal Charger                        | Sun Princess                         |                  |
| 父 Sir Gaylord 1959 鹿毛 | 父の父Turn-to 1951 鹿毛              | Source Sucree                        | Admiral Drake                        | Admiral Drake    |
| 父 Sir Gaylord 1959 鹿毛 | 父の父Turn-to 1951 鹿毛              | Source Sucree                        | Lavendula                            |                  |
| 父 Sir Gaylord 1959 鹿毛 | 父の母Somethingroyal 1952 鹿毛       | Princequillo                         | Prince Rose                          | Prince Rose      |
| 父 Sir Gaylord 1959 鹿毛 | 父の母Somethingroyal 1952 鹿毛       | Princequillo                         | Cosquilla                            |                  |
| 父 Sir Gaylord 1959 鹿毛 | 父の母Somethingroyal 1952 鹿毛       | Imperatrice                          | Caruso                               | Caruso           |
| 父 Sir Gaylord 1959 鹿毛 | 父の母Somethingroyal 1952 鹿毛       | Imperatrice                          | Cinquepace                           |                  |
| 母 Attica 1953 栗毛      | 母の父Mr.Trouble 1947 栗毛           | Mahmoud                              | Blenheim                             | Blenheim         |
| 母 Attica 1953 栗毛      | 母の父Mr.Trouble 1947 栗毛           | Mahmoud                              | Mah Mahal                            |                  |
| 母 Attica 1953 栗毛      | 母の父Mr.Trouble 1947 栗毛           | Motto                                | Sir Gallahad                         | Sir Gallahad     |
| 母 Attica 1953 栗毛      | 母の父Mr.Trouble 1947 栗毛           | Motto                                | Maxima                               |                  |
| 母 Attica 1953 栗毛      | 母の母Athenia 1943 鹿毛              | Pharamond                            | Phalaris                             | Phalaris         |
| 母 Attica 1953 栗毛      | 母の母Athenia 1943 鹿毛              | Pharamond                            | Selene                               |                  |
| 母 Attica 1953 栗毛      | 母の母Athenia 1943 鹿毛              | Salaminia                            | Man o'War                            | Man o'War        |
| 母 Attica 1953 栗毛      | 母の母Athenia 1943 鹿毛              | Salaminia                            | Alcibiades                           |                  |
| 母系(F-No.)              | (FN:8-g)                             | (FN:8-g)                             | (FN:8-g)                             | [ § 3 ]          |
| 5代内の近親交配          | Plucky Liege 5×5、Pharos 5･5（父内） | Plucky Liege 5×5、Pharos 5･5（父内） | Plucky Liege 5×5、Pharos 5･5（父内） | [ § 4 ]          |
| 出典                     | 1. 2. 3. 4.                          | 1. 2. 3. 4.                          | 1. 2. 3. 4.                          | 1. 2. 3. 4.      |

- 父父父母Sun Princessと母父父MahmoudはNasrullahやFair Trial、Tuder Minstrelなどを輩出したLady Josephine牝系のMumtaz Mahalを2代母に持ち、BlenheimとGainsboroughを配した3/4同血である。
- 半妹Lady Atticaの産駒サワーオレンジは繁殖牝馬として日本に輸入されており、シャダイアイバーの母、エアジハードの3代母となった。

## 主なサイアーライン
サーアイヴァー (1965)
　｜キャヴォドロ (1970)
　｜サートリストラム (1971)
　｜｜ソヴリンレッド (1977)
　｜｜グロヴナー (1979)
　｜｜マロウディング (1984)
　｜｜ザビール (1986)
　｜　｜オクタゴナル (1992)
　｜　　｜ロンロ (1998)
　｜サーペンフロ (1971)
　｜｜ランニングフリー (1983)
　｜サーウィンボーン (1973)